# اسنوفولگلیسیا
اسنوفولگلیسیا (به لاتین: Snæfellsjökull) یک کوه و یخچال طبیعی در ایسلند است که در Snæfellsbær واقع شده‌است. اسنوفولگلیسیا ۱٬۴۴۶ متر بالاتر از سطح دریا واقع شده‌است.